# Shi Yousan
Shi Yousan (chiń. 石友三, ur. 12 grudnia 1891 w Changchun, zm. 12 grudnia 1940 w Puyang) – chiński generał okresu republikańskiego.
Shi jest znany z przyłączenia się, a następnie zdrady sił Wu Peifu, Feng Yuxianga, Czang Kaj-szeka, Wang Jingwei, Zhang Xuelianga i Komunistycznej Partii Chin. Ze względu na liczne zdrady i dezercje jest określany jako „Generał-Dezerter” (chiń. 倒戈將軍, pinyin Dǎogē Jiāngjūn), a także  „Shi, co zdradził trzy razy” (chiń. 石三翻, pinyin Shí sānfān)
Dowodząc 39. Grupą Armii Narodowej Armii Rewolucyjnej (sił Kuomintangu) planował przyłączenie się do Japończyków, ale zanim zdążył to zrobić, został porwany i pogrzebany żywcem przez swojego przyjaciela i podwładnego Gao Shuxuna, który dowiedziawszy się o jego planach poinformował o nich Czang Kaj-szeka.